# فسفید کلسیم
فسفید کلسیم (به انگلیسی: Calcium phosphide) با فرمول شیمیایی Ca۳P۲ یک ترکیب شیمیایی با شناسه پاب‌کم ۴۳۳۷۹۶۴ است. که جرم مولی آن 182.18 g/mol می‌باشد. شکل ظاهری این ترکیب، پودر بلورین قرمز-قهوه‌ای یا توده‌های خاکستری است.